# Stockton, California
Stockton là một thành phố ở tiểu bang California, Hoa Kỳ, là thủ phủ của Hạt San Joaquin (hạt nông nghiệp lớn thứ năm của Hoa Kỳ). Theo ước tính của California Department of Finance năm 2005, Stockton có dân số khoảng 289.800 người và là thành phố lớn thứ 13 ở California. Stockton là thành phố sâu trong đất liền lớn thứ 4 bang California, sau Fresno, Sacramento và Bakersfield. Theo ước tính của California State Department of Finance vào ngày 6 tháng 1 năm 2006, Khu vực Thống kê dân số Vùng đô thi Stockton có 668.265 dân.
Stockton được đặt tên theo thiếu tướng hải quân Robert F. Stockton và được thiết lập năm 1849 và chính thức thành lập vào ngày 23 tháng 7 năm 1850. Khu vực hiện được gọi là Weber Point là nơi thuyền trưởng Charles Maria Weber đã xây dựng khu định cư thường trú đầu tiên ở Thung lũng San Joaquin sau khi đã nhận được 49.000 acres thông qua a Spanish land grant. Ngay sau đó, ông đã thiết lập điểm này là nơi dừng cho cuộc dân đào vàng trên đường đến Sierra Nevada.